# Chibed, Mureș
Chibed (în maghiară Kibéd) este satul de reședință al comunei cu același nume din județul Mureș, Transilvania, România.

## Istoric
Pe Harta Iosefină a Transilvaniei din 1769-1773 (Sectio 144), localitatea a apărut sub numele de „Kibéd”.